# Pakubuwono II van Surakarta
Pakubuwono II van Surakarta (1680-1749) was de tweede in de reeks van susuhunans van Surakarta uit het Huis der Kartasura. Surakarta was een door de VOC onderworpen gebied op Java. Hij werd rond 1680 geboren en in 1698 tot "Radin Mas Suriyaputra" verheven. In 1713 werd hij kroonprins met de titel "Kanjeng Gusti Pangeran Adipati Anum Amangku Negara Sudibya Rajaputra Narendra ing Mataram".
Pakubuwono II regeerde van 22 februari 1719 tot 20 april 1749 als "Z.H. Sampeyan Dalam ingkang Sinuhun Kanjeng Soesoehoenan Prabhu Amangku Rat IV Java Senapati ing Alaga Ngah 'Abdu'l-Rahman Saiyid ud-din Panatagama Zain ul-Kubra [Sunan Mangkurat Jawa], Susuhunan van Mataram. Hij werd op 5 mei 1719 met de keizerskroon van Surakarta gekroond.
De regeringsmacht van de soesoehoenan was door verdragen en akkoorden met de VOC en met Nederland sterk beperkt maar formeel was hij de eigenaar van alle grond in Surakarta en hij was op zijn beurt de leenheer van tal van vazallen. De machtsverhouding werd tot uitdrukking gebracht in het gebruik dat de gouverneur-generaal van Nederlands-Indië zijn "grootvader" heette te zijn en deze de regerende susuhunans als zijn "kleinzoon" aansprak. Voor de lagere Indische vorsten heetten de Nederlandse bestuurders als "oudere broer" tegenover hun "jongere broer" te staan.
De mohammedaanse vorst huwde 21 maal en had bij zijn vrouwen en bijvrouwen 41 kinderen, van wie 20 zonen en acht dochters volwassen werden.
Na de dood van Pakubuwono II in 1749 brak er in de vorstelijke familie een lange en bloedige oorlog om de erfopvolging uit. Prins Mangku Bumi accepteerde niet dat zijn halfbroer als Pakubuwono III van Surakarta de troon zou bestijgen. Prins Mangku Bumi veroverde met zijn aanhangers het zuidwesten van het rijk. De susuhunan wist zich met steun van Nederland en de VOC in het noordoosten te handhaven. De susuhunan stelde uiteindelijk een vergelijk voor waarbij het inmiddels uitgeputte rijk van zijn vader zou worden verdeeld. Hij zou dan op grond van zijn senioriteit wel de eerste onder de vorsten en de enige susuhunan blijven. Het keizerrijk Surakarta en het nieuwe sultanaat of koninkrijk Yogyakarta onder sultan Mangku Bumi werden op 13 februari 1755 bij het verdrag van Giyanti officieel verdeeld. De grenzen werden pas in 1830 definitief vastgesteld.